# Wassertorstraße 18 (Quedlinburg)

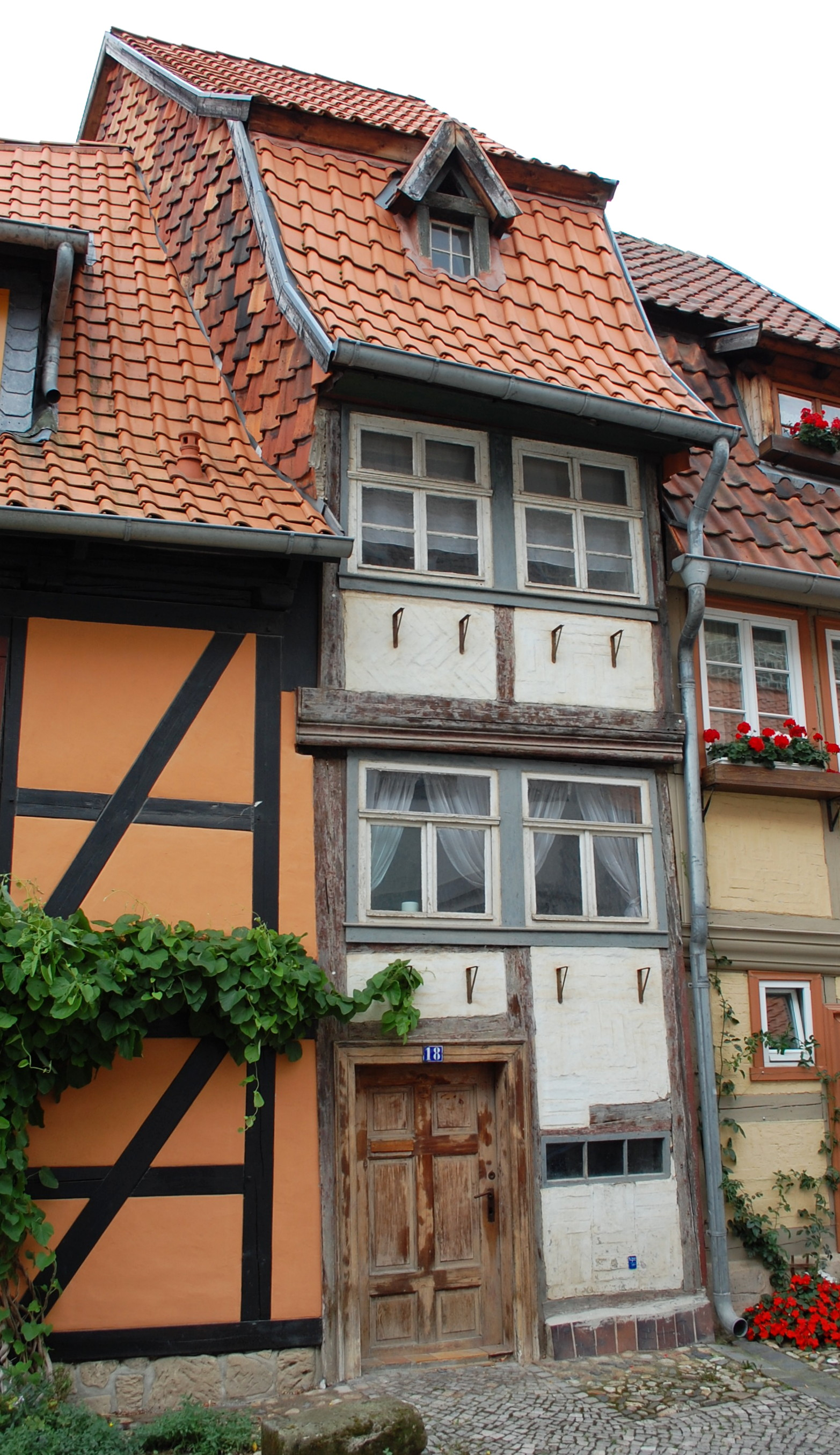
Haus Wassertorstraße 18

Das Haus Wassertorstraße 18 ist ein denkmalgeschütztes Gebäude in der Stadt Quedlinburg in Sachsen-Anhalt.

## Lage
Das Gebäude befindet sich südlich am Quedlinburger Schloßberg im Stadtteil Westendorf. Westlich grenzt das gleichfalls denkmalgeschützte Haus Wassertorstraße 19. Das Haus ist im Quedlinburger Denkmalverzeichnis eingetragen und gehört zum UNESCO-Weltkulturerbe.

## Architektur und Geschichte
Das sehr schmale, nur drei Gebinde breite Fachwerkhaus entstand in der Zeit um 1740. Bedeckt ist das zweigeschossige Haus mit einem Mansarddach. Im unteren Stockwerk befindet sich ein Zwischengeschoss. Das obere Geschoss kragt etwas über. Die Fassade ist mit einer profilierten Schwelle und Zierausfachungen verziert.
Zur Gartenseite hin steht das Haus auf einem Sockel aus Bruchsteinen. Es schließt sich ein Anbau an, der gleichfalls in Fachwerkbauweise errichtet wurde. Zum westlich angrenzenden Grundstück Wassertorstraße 19 besteht eine Begrenzung durch eine Bruchsteinmauer.
Der Garten der Häuser befindet sich auf der Rückseite und zieht sich entlang des Hangs in Richtung Mühlgrabens hinunter.